# Tiro seco

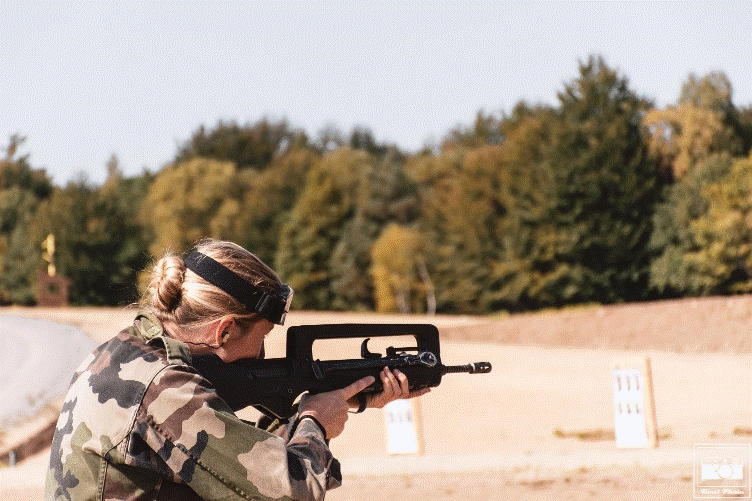
Uma militar francesa treinando tiro seco com um FAMAS.

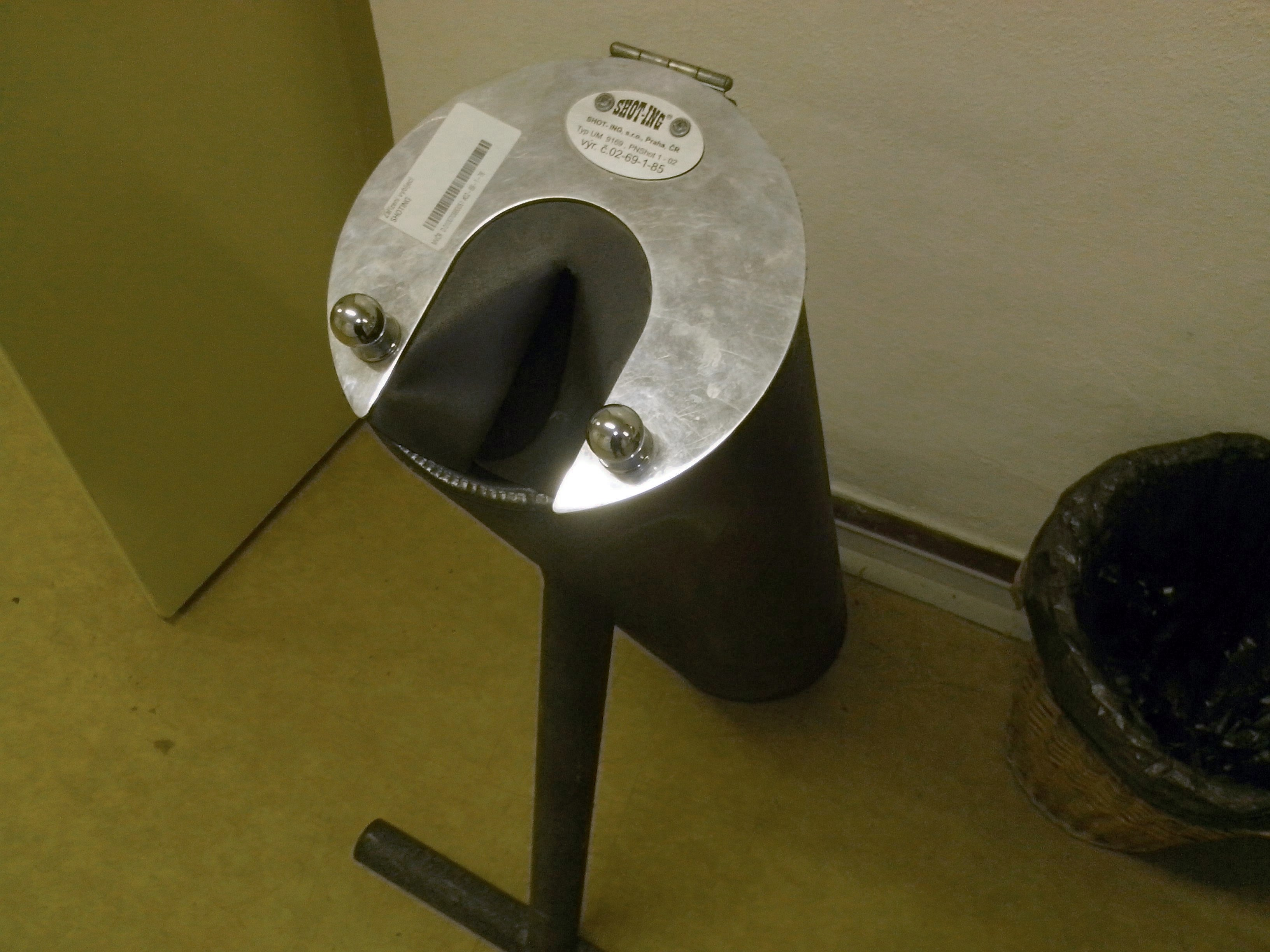
Dispositivo para descarga de armas de fogo em uma delegacia de polícia. Após a remoção do carregador, um tiro seco é efetuado dentro do corpo do dispositivo, que é projetado para conter o disparo caso uma bala tenha acidentalmente permanecido na câmara da arma.

Tiro seco é a prática de "disparar" uma arma de fogo ou arco sem que ela esteja municiada, ou com munição inerte fabricada especialmente para treinamento. O tiro seco é uma forma econômica de treinar pontaria e segurança no manejo de armas de fogo, evitando disparos acidentais e podendo ser praticado em locais onde disparos efetivos não podem ou não devem ocorrer. Geralmente, armas modernas que utilizam cartuchos de fogo central podem ser disparadas em tiro seco normalmente, enquanto muitas armas, especialmente as que utilizam cartuchos de fogo circular, podem ser danificadas caso disparadas sem munição.

## Arquearia
Em arquearia, o ato de soltar uma corda de arco sem que uma flecha esteja engatada na corda deve ser evitado ao máximo, pois a força cinética gerada será dissipada pelo corpo do arco ao invés da flecha, podendo causar falhas mecânicas graves. Arcos compostos e balestras são especialmente vulneráveis a danos causados por disparos secos, devido à grande força gerada por seus disparos e ao grande número de peças móveis presentes.